# Tetraloniella longifellator
Tetraloniella longifellator là một loài Hymenoptera trong họ Apidae. Loài này được LaBerge mô tả khoa học năm 1957.